# Stazione di Ceredello
La stazione di Ceredello fu una fermata posta sulla ferrovia Verona-Caprino-Garda dismessa nel 1956, che serviva i centri abitati di Ceredello, Boi e Pesina. Era una delle poche stazioni che non aveva la biglietteria. L'ex fabbricato viaggiatori oggi rimane in via Stazione a Boi.

## Storia
La stazione venne aperta nel 1889 con il primo tratto della linea da Verona a Caprino Ver. La stazione venne chiusa nel dicembre 1956 con la chiusura del tratto Domegliara-Affi-Caprino Ver.

## Servizi
La stazione era classificata fermata e quindi non era provvista di biglietteria. Il biglietto si acquistava a bordo del treno.

## Traffico
La stazione era servita dai treni locali ed accelerati per rispettivamente Affi-Caprino e Verona-Caprino. I treni diretti non effettuavano fermata. 